# ابن حیوس
ابن حَیّوس (۱۰۰۳- ۱۰۸۱م) شاعر شامی در سدهٔ پنجم هجری بود. 